# Look-O-Look
Look-O-Look is een snoepmerk van Look-O-Look International, die snoep afneemt van snoepproducenten en herverpakt onder zijn eigen merk. Sinds 1987 maakt Look-O-Look deel uit van Van Melle.

## Geschiedenis
Het merk is op 1 mei 1969 opgericht in Ridderkerk en maakte deel uit van de Hanka Holding van de heer A.F. Biemans. Het hoofdkantoor is sinds 2004 gevestigd in Andelst. Look-O-Look is actief in meer dan 15 landen.
Vanaf 1991 bracht Look-O-Look ook snoep uit onder het merk Candy Time. In 1993 nam het bedrijf een lading winegums terug, vanwege een stinkende geur die werd veroorzaakt door de stof cyclohexanon die afkomstig was van een meeverpakt speelgoed trolletje. De stof leverde volgens de Keuringsdienst van Waren en TNO-Voeding geen gevaar op voor de gezondheid.
In 1999 werd het logo aangepast en maakte de beer "Boink" (vroeger ook wel Funny de Beer genoemd) definitief plaats voor het logo met de oogjes in iedere "o".
In 2011 behaalde het bedrijf met een 2011 meter lange zure mat een vermelding in het Guinness Book of World Records. De zure mat werd overigens gemaakt bij Royal Fassin dat zelf in 2004 het record in handen had.
In 2019 ging Look-O-Look een samenwerking aan met de Dasa Group uit Heerhugowaard en begon een online snoepwinkel onder de naam 'Snoepmans'.